# مارگو کیدر
مارگو کیدر (به انگلیسی: Margot Kidder)؛ زاده ۱۷ اکتبر ۱۹۴۸ - درگذشته ۱۳ مهٔ ۲۰۱۸ یک هنرپیشه کانادایی-آمریکایی بود. وی از سال ۱۹۶۵ میلادی تا ۲۰۱۸ مشغول فعالیت بود. او که متولد کانادا بود در سال ۲۰۰۵ شهروند ایالات متحده آمریکا شد.
مارگو کیدر در دهه‌های ۱۹۷۰ میلادی و ۱۹۸۰ میلادی با بازی در کنار کریستوفر ریو در رشته فیلم‌های سوپرمن معروف شد. او در سال ۱۹۷۸ برای نخستین بار در سری فیلم‌های سوپرمن بازی کرد و در همان سال‌ها در فیلم‌های کلاسیک «کریسمس سیاه» و «وحشت در آمیتیویل» بازی کرد.

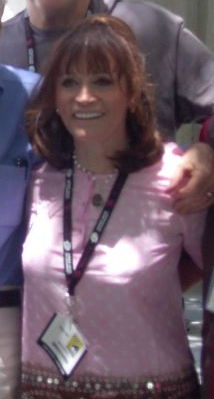
مارگو کیدر در سال ۲۰۰۵

## فعالیت‌های سیاسی و اجتماعی
مارگو کیدر علاوه بر بازیگری، کنشگر سیاسی و اجتماعی در زمینه حقوق زنان کرد. او از منتقدان جنگ خلیج فارس و شیوه موسوم به «شکست هیدرولیکی» برای استخراج نفت بود و گاه از نامزدهای حزب دموکرات (ایالات متحده آمریکا) حمایت می‌کرد.
او بعد از سکونت در ایالت مونتانا به عضویت گروهی درآمد که هدف خود را «مشارکت و اقتداربخشی زنان در نظام دمکراتیک از طریق آموزش و فعالیت در زمینه مسائل مهم» توصیف می‌کند.
کیدر در تاریخ ۱۷ اوت ۲۰۰۵ در بوت، مونتانا، شهروند ایالات متحده شد. او در لیوینگستن، مونتانا زندگی می‌کرد. او گفته بود تصمیم گرفته تا شهروند آمریکا شود تا بتواند بدون نگرانی از اخراج از کشور به اعتراضات خود علیه دخالت ایالات متحده در عراق ادامه دهد و در روند رای‌گیری شرکت کند.
او در سال ۲۰۱۱ در جریان اعتراضی در برابر کاخ سفید علیه خط لوله نفت «خط لوله کیستون» که تا امروز بحث‌انگیز است بازداشت شد.

## بیماری
مارگو کیدر از مشکلات سلامت روحی رنج می‌برد. او به همین سبب در سال ۱۹۹۶ چند روز ناپدید شد. پس از آنکه سالم پیدا شد با صراحت در مورد تجربه خود از دوره‌های افسردگی و وحشت‌زدگی شدید در سال‌های پیش از حادثه صحبت کرد و سعی کرد آگاهی عمومی در مورد اختلال دوقطبی را افزایش دهد. او همچنین استفاده از داروهای جایگزین را برای معالجه این مشکلات تبلیغ می‌کرد.

## درگذشت
مارگو کیدر در ۱۳ می ۲۰۱۸ در سن ۶۹ سالگی در خانه‌اش در شهر لیوینگستون در ایالت مونتانا و در خواب درگذشت. علت مرگ او اعلام نشده‌است.

## فیلم‌شناسی

### فیلم
- خواهران (۱۹۷۳)
- والدو پپر بزرگ (۱۹۷۵)
- سوپرمن (۱۹۷۸)
- سوپرمن ۲ (۱۹۸۰)
- بارانی (۱۹۸۳)
- سوپرمن ۳ (۱۹۸۳)
- سوپرمن ۴: در جستجوی صلح (۱۹۸۷)
- ماوریک (۱۹۹۴)
- یک زن تنها (۲۰۰۸)
- هالووین ۲ (۲۰۰۹)

### مجموعه تلویزیونی
- باره‌تا (۱۹۷۵)
- سوئیچ (۱۹۷۶)
- پخش زنده شنبه شب (۱۹۷۹)
- نظم و قانون: واحد قربانیان ویژه (۲۰۰۱)
- اسمالویل (۲۰۰۴)
- واژه ال (۲۰۰۶)
- برادران و خواهران (۲۰۰۶)